# Frank W. J. Olver
Frank William John Olver (15. prosince 1924, Croydon, Spojené království – 23. dubna 2013, Rockville, Maryland, USA) byl emeritní profesor matematiky na Ústavu pro fyziku a technologii a Katedře matematiky na Marylandské univerzitě. Pracoval na asymptotické analýze, speciálních funkcích a numerické analýze. V Národní institut standardů a technologií byl šéfredaktorem internetové stránky Digital Library of Mathematical Functions.

## Ocenění
- Stříbrná medaile Ministerstva obchodu Spojených států amerických, 1969
- Člen britského Institutu matematiky a jejích aplikací, 1974
- Zahraniční člen Královské švédské akademie věd, 1996
- Zlatá medaile Ministerstva obchodu Spojených států amerických, 2011